# Gragnano (Capannori)
Gragnano è una frazione del comune italiano di Capannori, nella provincia di Lucca, in Toscana.

## Geografia fisica
Gragnano è un paese prevalentemente collinare che si trova a circa 327 metri sopra il livello del mare. Confina a est con Lappato, a sud con San Martino in Colle, a ovest con Camigliano e a nord con San Gennaro e Tofori.

## Storia
Il nome Gragnano deriva presumibilmente, come la maggior parte dei paesi limitrofi, dal nome del proprietario di questi territori in epoca romana, secondo il fenomeno dei prediali. Come premio per il servizio prestato in guerra, l'impero donava a diversi veterani o a dei patrizi degli appezzamenti di terreno dove avrebbero potuto vivere: si presume quindi l'esistenza di un tale Granius che dovette conferire il nome ai suoi possedimenti. La prima menzione dicumentata di Gragnano risale a un atto di donazione al vescovato dell'anno 847.

## Monumenti e luoghi d'interesse

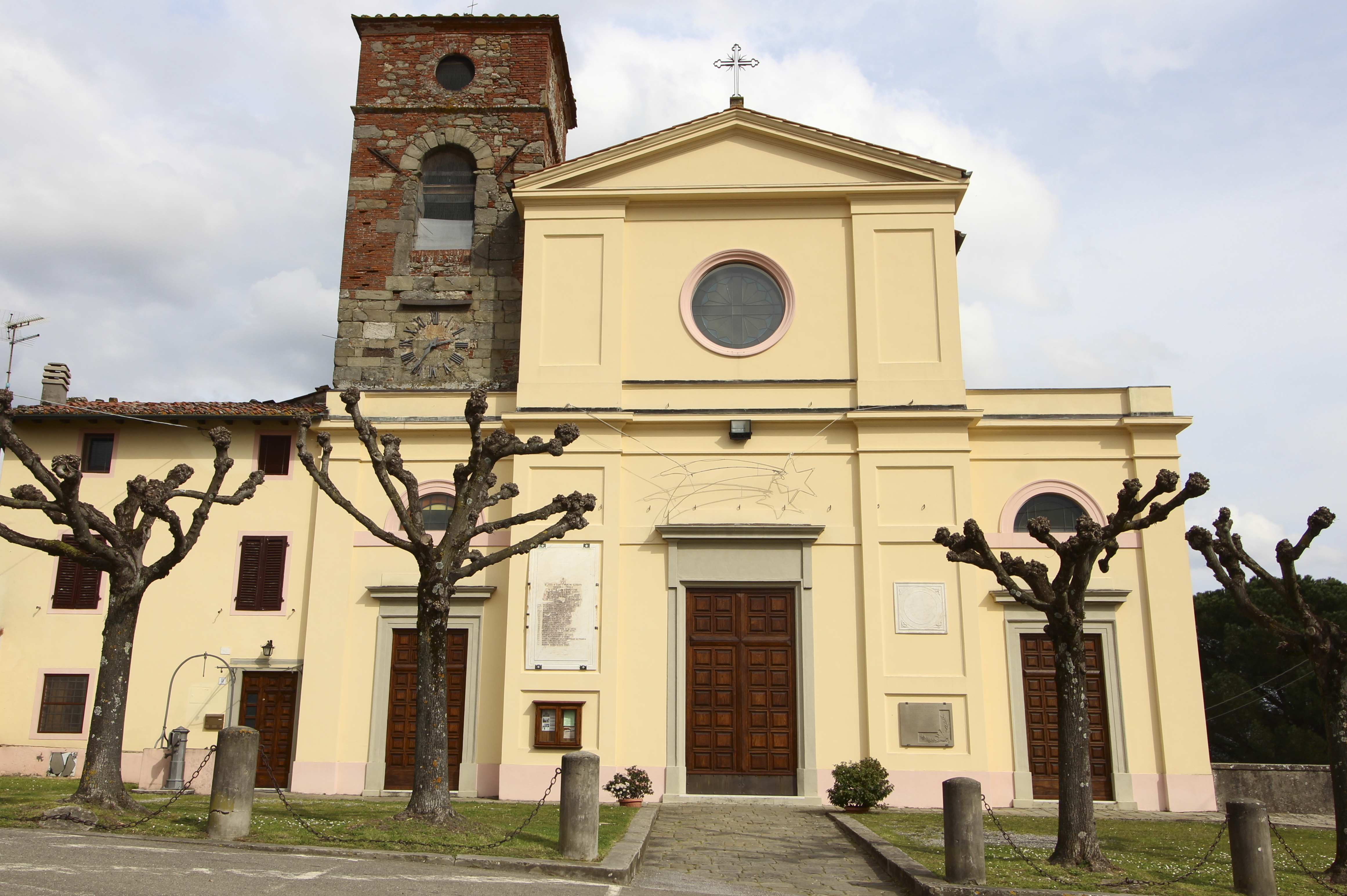
La chiesa di Santa Maria Assunta

- Chiesa di Santa Maria Assunta, chiesa parrocchiale della frazione, è menzionata per la prima volta in un documento del 988. L'aspetto dell'edificio è dovuto a una ricostruzione avvenuta tra il 1858 e il 1861.[2]
- Santuario della Madonna del Belvedere, dedicato alla Beata Vergine Maria delle Grazie, risale al XVII secolo e si hanno notizie di un ampliamento nel 1642; è stato in parte ricostruito nel 1902. All'interno sono conservati un altare di Domenico Jardella, alcune pitture di Placido Campetti, e una statua in terracotta della Madonna col Bambino rinvenuta nel XVII secolo tra le rovine dell'antico castello che qui precedentemente sorgeva.[3][4][5] Davanti al santuario di Belvedere si trova il parco della Rimembranza dove sono stati posti dei cippi commemorativi in ricordo dei gragnanesi che sono caduti durante la prima guerra mondiale. Nel 2015 venne inaugurata una lapide commemorativa in occasione del centenario dell'inizio della grande guerra.